# جنتلمن (فیلم ۲۰۱۷)
جنتلمن (به هندی: ए जेन्टलमैनः) یا یک مرد محترم فیلمی محصول سال ۲۰۱۷ و به کارگردانی راج نیدیمورو است. در این فیلم بازیگرانی همچون سیدهارث مالهورترا، ژاکلین فرناندز، دارشان کومار، سونیل شتی، راجیت کاپور، سوپریا پیلگانکار ایفای نقش کرده‌اند.

## داستان
گارو (سیدهارث مالهورترا) یک مأمور امنیتی بوده‌است و در گذشته از این سازمان جدا شده‌است و حالا با هویت جعلی در میامی زندگی می‌کند و قصد ازدواج با دختری به نام کاویا(ژاکلین فرناندز) را دارد، گارو قصد دارد تا زندگی گذشته اش را فراموش کند و مثل یک مرد محترم یک زندگی معمولی داشته باشد. اما آن گروهی که قبلاً با آن‌ها کار می‌کرده‌است موقعیت او را شناسایی می‌کنند و به دنبال گرفتن هاردی از او هستند که از چند سال پیش در دست اوست. گارو و کاویا توسط سرهنگ و افرادش به گروگان گرفته می‌شوند. در پایان گارو با کشتن سرهنگ و افرادش فرار می‌کند و زندگی جدیدی با کاویا را همراه با پاسپورت جعلی و نام جعلی آغاز می‌کند.